# 一〇式艦上偵察機
一〇式艦上偵察機（日語：一〇式艦上偵察機／いちれいしきかんじょうていさつき）是舊日本海軍於1924年正式採用的艦上偵察機。編號「C1M」。由三菱重工業開發。

## 開發起源與歷史
三菱重工業於1921年開始開發艦上偵察機，由英國工程師赫伯特・史密斯（Herbert Smith）率領的團隊負責設計，隔年一月完成實驗機試飛。木製骨架帆布機身的機體為之前已試飛成功的一〇式艦上戰鬥機之增大雙座版， 並搭載300馬力引擎。由於實驗結果良好，於1924年11月正式採用。
在採用後本機迅速淘汰當時兼任偵察機的一三式艦上攻擊機，成為當時舊日本海軍的主力偵察機。亦有在後座加裝操縱裝置，以作為教練機使用。也被民間應用於通信、測量、練習等用途，有部分被使用至1938年。
本機累計生產159架。

## 性能諸元
- 發動機：三菱HI式 水冷8汽缸（300馬力）[1]
- 乘員數： 2[1]
- 長度： 7.952公尺
- 翼展： 12.039公尺
- 高度： 2.895公尺
- 重量： 980公斤
- 全武裝重量： 1,320公斤
- 最高空速： 204公里／時
- 最長航程時間：3.5小時[1]
- 航程： 754公里
- 武裝： 7.7公釐旋轉機槍四挺 30公斤炸彈三枚